# Viltotești
Viltotești – wieś w Rumunii, w okręgu Vaslui, w gminie Viișoara. W 2011 roku liczyła 226 mieszkańców.